# Calotis hispidula
Calotis hispidula là một loài thực vật có hoa trong họ Cúc. Loài này được (F.Muell.) F.Muell. mô tả khoa học đầu tiên năm 1855.